# Leiopsammodius indefensus
Leiopsammodius indefensus är en skalbaggsart som beskrevs av Schmidt 1909. Leiopsammodius indefensus ingår i släktet Leiopsammodius och familjen Aphodiidae. Inga underarter finns listade i Catalogue of Life.